# Erquinghem-le-Sec
Erquinghem-le-Sec è un comune francese di 540 abitanti situato nel dipartimento del Nord nella regione dell'Alta Francia.

## Storia

### Simboli
Lo stemma di Erquinghem-le-Sec si blasona: 
Il comune riprende le insegne della famiglia De Harchies, che possedeva le signorie di Hallennes e di Erquinghem dalla fine del XVI secolo.

## Società

### Evoluzione demografica
Abitanti censiti